# القبيب (البسابسة)
القبيب هو دُوَّار يقع بجماعة البسابسا، إقليم تاونات، جهة فاس مكناس في المملكة المغربية. ينتمي الدوّار لمشيخة البسابسة التي تضم 13 دوار. يقدر عدد سكانه بـ 990 نسمة حسب الإحصاء الرسمي للسكان والسكنى لسنة 2004.

## روابط خارجية
- البوابة الوطنية للجماعات الترابية
- المندوبية السامية للتخطيط